# Киргистан на Светском првенству у атлетици на отвореном 2022.
Киргистан је учествовао на 18. Светском првенству у атлетици на отвореном 2022. одржаном у Јуџину  од 15. до 25. јула учествовао петнаести пут, односно учествовао је под данашњим именом на свим првенствима од 1993. до данас. Репрезентацију Киргистана представљао је 1 такмичар који се такмичио у трци на 5.000 метара. , 
На овом првенству такмичар Киргистана нису освојио ниједну медаљу нити је остварио неки резултат.

## Учесници
Мушкарци:
- Нурсултан Кенешбеков — 5.000 м

## Резултати

### Мушкарци
| Атлетичар            | Дисциплина | Лични рекорд | Квалификације   | Квалификације | Полуфинале | Полуфинале | Финале               | Финале       | Детаљи |
| Атлетичар            | Дисциплина | Лични рекорд | Резултат        | Место         | Резултат   | Место      | Резултат             | Место        | Детаљи |
| -------------------- | ---------- | ------------ | --------------- | ------------- | ---------- | ---------- | -------------------- | ------------ | ------ |
| Нурсултан Кенешбеков | 5.000 м    | 3:44,19      | 14:15,59 (.590) | 21. у гр. 1   |            |            | Није се квалификовао | 39 / 41 (42) |        |